# Діош
Діош (хорв. Dioš) — населений пункт у Хорватії, у Б'єловарсько-Білогорській жупанії у складі громади Кончаниця.

## Населення
Населення за даними перепису 2011 року становило 144 осіб.
Динаміка чисельності населення поселення:
На 1991 рік 21,66 % (26 від 120) мешканців є чехами.